# Личфийлд (Кънектикът)
Вижте пояснителната страница за други значения на Личфийлд.
Личфийлд (на английски: Litchfield) е град в окръг Личфийлд, Кънектикът, Съединени американски щати. Основан е през 1721. Населението му е 8168 души (по приблизителна оценка от 2017 г.).
В Личфийлд е родена писателката Хариет Бичър Стоу (1811 – 1896).